# إنتشيزا سكاباتشينو
إنتشيزا سكاباتشينو (بالإيطالية: Incisa Scapaccino)‏ هي بلدة وبلدية في مقاطعة أستي في إقليم بييمونتي في الإيطالي.

## السكان
في سنة 1861 بلغ عدد السكان 2٬846 نسمة، وتطور العدد ليصل في سنة 2011 لـ 2٬276 نسمة.
يظهر هذا المخطط البياني تطور النمو السكاني لـ إنتشيزا سكاباتشينو